# التهاب المفاصل
التهاب المفاصل (باللاتينية: Arthritis) هو مجموعة الأمراض والحالات التي تؤثر وتدمر مفاصل الجسم، تشمل الأعراض عمومًا آلام المفاصل وتيبسها، أما الأعراض الأخرى فتتضمن الاحمرار، والدفء، والتورم، ونقص نطاق حركة المفاصل المصابة. تتأثر أيضًا أعضاء أخرى في بعض أنواع التهاب المفاصل. تكون بداية المرض تدريجية أو مفاجئة.
يوجد أكثر من 100 نوع من التهاب المفاصل، ويُعد الفصال العظمي (الداء المفصلي التنكسي) والتهاب المفاصل الروماتويدي الشكلان الأكثر شيوعًا. يحدث الفُصال العظمي عادةً مع تقدم العمر ويصيب الأصابع والركبتين والوركين، أما التهاب المفاصل الروماتويدي فهو اضطراب في المناعة الذاتية يؤثر غالبًا في اليدين والقدمين. تشمل أنواع التهاب المفاصل الأخرى النقرس، والذئبة، والألم العضلي الليفي، والتهاب المفاصل الإنتاني؛ كلها أنواع من الأمراض الروماتيزمية.
قد يشمل العلاج إراحة المفصل وتطبيق الحرارة والبرودة بالتناوب. قد يفيد إنقاص الوزن وممارسة الرياضة أيضًا. تعتمد الأدوية الموصى بها على نمط التهاب المفاصل، وتشمل مسكنات الألم مثل الإيبوبروفين والباراسيتامول (الأسيتامينوفين). يصبح استبدال المفصل مفيدًا في حالات معينة.
يصيب الفصال العظمي أكثر من 3.8٪ من الأفراد، بينما يؤثر التهاب المفاصل الروماتويدي في نحو 0.24٪. يصيب النقرس نحو 1-2٪ من سكان الغرب في مرحلة ما من حياتهم. يصاب نحو 15٪ من الأفراد في أستراليا بالتهاب المفاصل، بينما تصل نسبة الأفراد المصابين بنوع من أنواع التهاب المفاصل في الولايات المتحدة إلى أكثر من 20٪. يصبح المرض عمومًا أكثر شيوعًا مع تقدم العمر. يعد التهاب المفاصل سببًا شائعًا للتغيب عن العمل وقد يؤدي إلى تدني نوعية الحياة. اشتق المصطلح من arthr- (بمعنى «المفصل») و -itis (بمعنى «الالتهاب»).

## التصنيف
يوجد أكثر من 100 نوع مختلف لالتهاب المفاصل. ومن أشهر هذه الأنواع الفصال، التهاب المفاصل الرثياني، التهاب المفاصل الصدافي، أمراض المناعة الذاتية والنقرس. إن الشكوى الأساسية من قبل الأشخاص الذين يعانون من التهاب المفاصل هي آلام المفاصل. تكون عادةً الآلام ثابتة ويمكن أن تتركّز في المفصل المصاب. الألم من التهاب المفاصل ينتج عن الالتهاب الذي يحدث حول المفصل، الأضرار التي تصيب المفصل بسبب المرض، سلالات العضلات الناجمة عن حركات قوية على المفاصل والتعب.

## العلامات والأعراض
- اومن هذه الأنواع الرئيسية:
  - الفصال العظمي (باللاتينية: Osteoarthritis)
  - التهاب المفاصل الرثياني (بالإنجليزية: Rheumatoid arthritis)
  - التهاب المفصل البكتيري Septic arthritis
  - النقرس (بالإنجليزية: Gout)
  - التهاب المفاصل الرثياني الشبابي (بالإنجليزية: Juvenile idiopathic arthritis)
  - Still's disease
  - Ankylosing spondylitis
- الثانوية لأمراض أخرى:
  - ذئبة حمامية مجموعية (بالإنجليزية: Systemic lupus erythematosus)
  - Ehlers-Danlos Syndrome
  - ساركويد (بالإنجليزية: Sarcoidosis)
  - Henoch-Schönlein purpura
  - التهاب المفاصل الصدافي (بالإنجليزية: Psoriatic arthritis)
  - Reactive arthritis
  - Haemochromatosis
  - التهاب الكبد (بالإنجليزية: Hepatitis)
  - Wegener's granulomatosis]])
  - داء لايم (بالإنجليزية: Lyme disease)
  - حمى البحر الأبيض المتوسط (بالإنجليزية: Familial Mediterranean fever)
  - Hyperimmunoglobulinemia D with recurrent fever
  - TNF receptor associated periodic syndrome
  - داء الأمعاء الالتهابي (بالإنجليزية: Inflammatory bowel disease) (تشمل داء كرون (بالإنجليزية: Crohn's Disease) والتهاب القولون التقرحي(بالإنجليزية: Ulcerative Colitis))
- الأمراض المؤدية لالتهاب المفاصل:
  - تعجر الأصابع (بالإنجليزية: Clubbing)
  - ورم نقوي متعدد (بالإنجليزية: Multiple myeloma)
  - تخلخل العظم (بالإنجليزية: Osteoporosis)
  - المرض الخامس (بالإنجليزية: Fifth disease)

## التشخيص
ألم في المرفقين وبين الكتفين والمعصمين وتنمل في اليدين أثناء النوم.

## العلاج
- لا يوجد شفاء لالتهاب المفاصل أو هشاشة العظام. خيارات العلاج تختلف بحسب أنواع الالتهاب وتشمل العلاج الفيزيائي، تغيير نمط العيش (بما في ذلك ممارسة الرياضة ومراقبة الوزن)، تقويم العظام والأدوية. يمكن أن تساعد الأدوية في تخفيف التهاب المفاصل مما يخفف من الألم. إضافة إلى أن الضرر يتباطأ مع تخفيف الالتهاب.[14]
  - عدة دراسات تنصح بالعلاج الطبيعي والعلاج الطبيعي. هذه العلاجات تخفف من الألم في المفاصل ومن الممكن ان يؤدي إلى تحسين في قدرة المفاصل.[15]
  - يوجد بعض العلاجات من الممكن استخدامها لتخفيف الألم، وتفادي المضاعفات. مثلا: باراسيتامول ( الأسيتامينوفين). بالإضافة إلى مضادات الالتهاب مثل: مضاد التهاب لا ستيرويدي مثل أسبرين.
  - من الممكن استخدام ميثوتركسيت بحكم ان التهاب المفاصل يصنف مرض مناعي ذاتي.[16]
  - من الممكن اختيار جراحة العظام في الحالات المستعصية

## الانتشار
هو العامل الرئيسي في الإعاقة لمن أعمارهم فوق الخامسة والخمسين. ويوجد هناك العديد من الأنواع ؛ وينفرد كل منها بسبب مختلف عن الآخر.
مرض التهاب المفاصل يحدث تدريجياً وشيئاً فشيئاً. في البداية يحاول الجسم نفسه ترميم الإصابات الجزئية للمفاصل والغضاريف و عادة ما، ينجح في هذا الأمر لكن يمكن أن تكثر كميّة وشدّة هذه الإصابات بمرور الزمن وتودي بأعراض وأضرار لا يستطيع الجسم أن يصلّحها. يسعى الجسم في هذه المرحلة أن يطّلعكم بالآلام الموجّهة على المشكلة. يحدث التهاب المفاصل في البداية بتحريك المفصل لكن بعد مدة تظهر النتوءات العظمية في حواف العظام وهذا الأمر يسبّب الشعور بآلام العظام حتّى في إبقاء العظام في حالة ثبوت ولهذا ننصحكم بإتخاذ الإجراءات السريعة ومراجعة الطبيب في حالة مشاهدة علائم مرض التهاب المفاصل.

## وصلات خارجية
- التهاب المفاصل على مشروع الدليل المفتوح